# Xino
Xino è l'unica frazione di Fonteno in provincia di Bergamo, situata circa un chilometro ad est dal capoluogo comunale.

## Territorio
La frazione, affacciata sul Lago d'Iseo, ricalca la tipica fisionomia dei borghi del luogo, caratterizzati da piccoli vicoli e androni. Nella località Vanina sono presenti delle antiche fontane con involto in tufo.

## Toponimo
L'etimologia di Xino, Scì in dialetto, non è stata ancora dimostrata.
La tradizione orale popolare fa riferimento ad un antico cippo con l'iscrizione "XI" che potrebbe riferirsi alla XI Regio Venetia et Istria, che principiava dalla attuale Lovere, oppure alla XI Legio dell'epoca di Cesare, reclutata nei pressi di Mediolanum (Milano) che combatté le popolazioni celtiche degli Elvezi e poi nell'intera campagna di Gallia.  

## Storia
Xino è menzionata per la prima volta in un atto notarile del 1310, dove il notaio G. Sojaro menziona gli Eredi di Alberto di Giacomo Viniani di Axino.
Nel 1542 viene eretta la chiesa dedicata a san Carlo Borromeo in stile neogotico lombardo. La torre campanaria risale invece al 1702. 
Nel 1917, in un campo detto Ciosét, vengono ritrovate alcune antiche tombe in pietra.

## Società

### Cultura e folklore
All'inizio di novembre si tiene la sagra di San Carlo, patrono del paese, con mercatini di prodotti tipici nelle vie e nelle case e distribuzione di caldarroste e vin brulè. La sera del sabato vi si tiene uno spettacolo di fuochi d'artificio dai prati sotto il paese verso il lago. La domenica si svolge la processione, nella quale la statua del santo patrono viene portata a spalle dai fedeli per i vicoli del paese, addobbati con fiori e antichi drappi ricamati, tra spari di petardi e mortaretti.